# Сен-Парду-ла-Круазий
Сен-Парду́-ла-Круази́й (фр. Saint-Pardoux-la-Croisille, окс. Sent Pardos la Crosilha) — коммуна во Франции, находится в регионе Лимузен. Департамент — Коррез. Входит в состав кантона Ла-Рош-Канийак. Округ коммуны — Тюль.
Код INSEE коммуны — 19231.
Коммуна расположена приблизительно в 410 км к югу от Парижа, в 90 км юго-восточнее Лиможа, в 18 км к востоку от Тюля.

## История
В 1793 году, во время Великой французской революции, коммуна получила название Беллон (англ. Bellone).

## Население
Население коммуны на 2008 год составляло 170 человек.
| 1962 | 1968 | 1975 | 1982 | 1990 | 1999 | 2008 |
| ---- | ---- | ---- | ---- | ---- | ---- | ---- |
| 206  | 240  | 176  | 168  | 173  | 156  | 170  |

## Администрация
| Период | Период | Фамилия          | Партия                              | Примечания |
| ------ | ------ | ---------------- | ----------------------------------- | ---------- |
| 1995   | 2008   | Франсуа Мижиньяк | Французская коммунистическая партия |            |
| 2008   |        | Сесиль Фош       |                                     |            |

## Экономика
В 2007 году среди 111 человек в трудоспособном возрасте (15-64 лет) 82 были экономически активными, 29 — неактивными (показатель активности — 73,9 %, в 1999 году было 75,9 %). Из 82 активных работали 77 человек (40 мужчин и 37 женщин), безработных было 5 (4 мужчины и 1 женщина). Среди 29 неактивных 2 человека были учениками или студентами, 21 — пенсионерами, 6 были неактивными по другим причинам.

## Фотогалерея

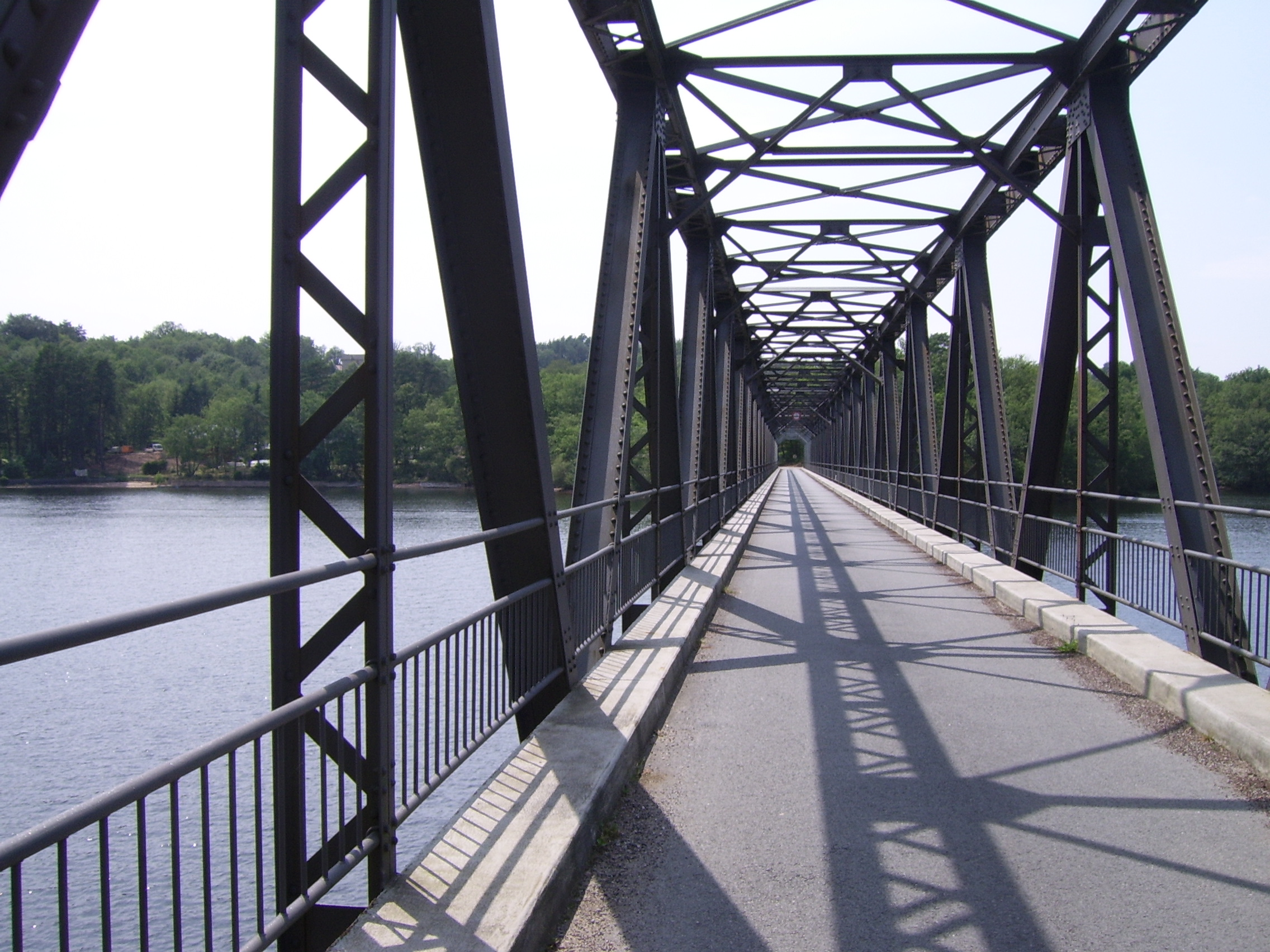
Виадук Лантурн
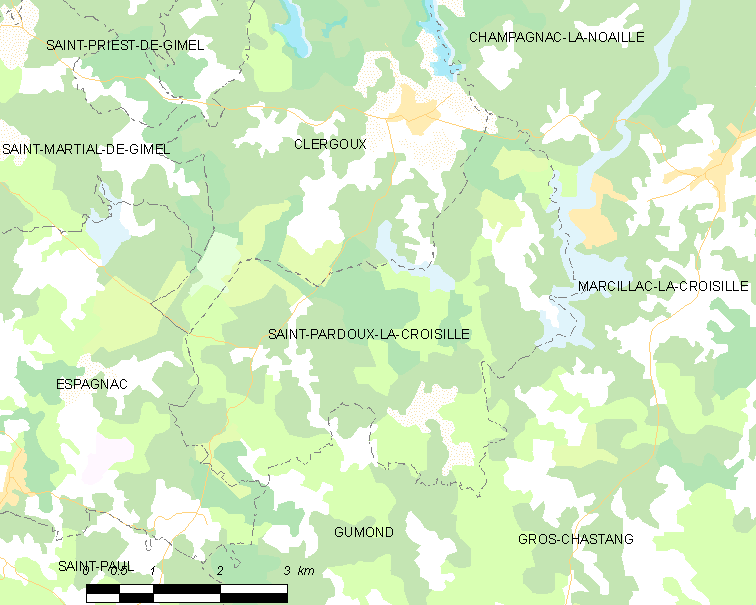
Карта коммуны